# Homeoura
Homeoura is een geslacht van libellen (Odonata) uit de familie van de waterjuffers (Coenagrionidae).

## Soorten
Homeoura omvat 5 soorten:
- Homeoura chelifera (Selys, 1876)
- Homeoura lindneri Ris, 1928
- Homeoura nepos (Selys, 1876)
- Homeoura obrieni von Ellenrieder, 2008
- Homeoura sobrina (Schmidt, 1942)